# Christian Forstner
Christian Forstner (* 10. Juni 1975 in Regensburg; † 13. Juli 2022 in Hohlstedt) war ein deutscher Physiker und Wissenschaftshistoriker.

## Biografie
Forstner studierte Physik an der Universität Regensburg und schloss das Studium 2002 mit einer Diplomarbeit bei Gustav Obermair mit dem Titel „Zur Interpretation der Quantenmechanik: Bohms Quantenpotential und Feynmans Pfadintegral“ ab. Am Lehrstuhl für Allgemeine Wissenschaftsgeschichte nahm er in der Folge die Arbeit an seiner Dissertation zur Geschichte der Quantenmechanik im Kalten Krieg auf. Nach einem viermonatigen Aufenthalt am Max-Planck-Institut für Wissenschaftsgeschichte 2005 schloss er seine Promotion 2006 an der Universität Regensburg ab. Anschließend verbrachte er ein Jahr als Postdoc am Institut für Zeitgeschichte der Universität Wien und nahm dort seine Forschungsarbeiten zur Geschichte der Kernforschung auf. Von 2007 bis 2017 führte er diese Arbeiten als wissenschaftlicher Mitarbeiter am Ernst-Haeckel-Haus der Friedrich-Schiller-Universität Jena fort. Im Juni 2017 wurde Forstner auf Basis dieser Forschungsarbeiten an der Universität Jena habilitiert und erhielt die Lehrberechtigung für das Fach Geschichte der Naturwissenschaften. Von April 2017 arbeitete als er wissenschaftlicher Mitarbeiter im Sonderforschungsbereich 1095 Schwächediskurse und Ressourcenregime an der Goethe-Universität Frankfurt am Main mit, später als Gastwissenschaftler. Seit September 2019 forschte er als Heisenberg-Fellow zur Geschichte des optischen Gerätebaus an der Universität Jena.
Er leitete den Fachverband Geschichte der Physik der Deutschen Physikalischen Gesellschaft seit 2011 und organisierte regelmäßig die Tagungen des Fachverbandes. Von 2009 bis 2013 war er als Vizepräsident und Schatzmeister der Commission for the History of Modern Physics der International Union for the History and Philosophy of Science/Division for the History of Science aktiv. Seit 2008 war er Vertrauensdozent der Hans-Böckler-Stiftung. Darüber hinaus beteiligte er sich als Gutachter für zahlreiche wissenschaftshistorische Zeitschriften am Wissenschaftsleben.

## Publikationen (Auswahl)
- Kernphysik, Forschungsreaktoren und Atomenergie: Transnationale Wissensströme und das Scheitern einer Innovation in Österreich. Springer-Spektrum Research, Wiesbaden 2018, ISBN 978-3-658-25446-9.
- mit Götz Neuneck (Hrsg.): Physik, Militär und Frieden. Physiker zwischen Rüstungsforschung und Friedensbewegung. Springer-Spektrum Research, Wiesbaden 2018, ISBN 978-3-658-20104-3.
- mit Dieter Hoffman (Hrsg.): Physik im Kalten Krieg. Beiträge zur Physikgeschichte während des Ost-West-Konflikts. Springer-Spektrum Research, Wiesbaden 2013, ISBN 978-3-658-01049-2.
- Physics and Dialectical Materialism. Gastherausgeber des Jahrbuch für Europäische Wissenschaftskultur 6 (2011)
- Quantenmechanik im Kalten Krieg: David Bohm und Richard Feynman. GNT-Verlag, Diepholz 2007, ISBN 978-3-928186-81-0. (Ausgezeichnet mit dem Nachwuchspreis der Georg Agricola Gesellschaft 2007.)